# Иван (језеро)
Иван (рус. Иван) заједнички је назив за сложену језерску површину глацијалног порекла смештену у североисточном делу Невељског рејона на југу Псковске области, односно на западу европског дела Руске Федерације. Језеро Иван се састоји од две ујезерене површине међусобно повезане природним каналом, језера Велики Иван (15,4 км² са острвима) на западу и Мали Иван (8,2 км² с острвима) на истоку.
Преко реке Балаздињ оба језера су повезана са басеном реке Ловата, и самим тим налазе се у басену реке Неве и Балтичког мора.
Акваторија језера обухвата површину од око 18 км² (с острвима 23,6 км²), максимална дубина језера је до 15 метара, док је просечна дубина око 4,2 метра. Ка језеру се одводњава територија површине око 336 км².